# Luis Gonzales Reinoso
Julio Antonio Luis Gonzales Reinoso (Arequipa, 25 de agosto de 1960 - Moquegua, 24 de julio del 2013) fue un economista, empresario y político peruano. Fue congresista de la república por Moquegua durante el periodo 2001-2006.

## Biografía
Luis Gonzales Reinoso nació en la región Arequipa, el 25 de agosto de 1960.
Realizó sus estudios primarios y secundarios en el Colegio Particular San Luis de Ilo y en el Colegio Militar "Francisco Bolognesi" de Arequipa. Luego ingresó a la Universidad Católica de Santa María y estudió en la Facultad Ciencias de la Comunicación, donde se graduó de licenciado en Ciencias de la Comunicación Social especialidad de Relaciones Públicas e Industriales. Simultáneamente estudió en la facultad de Ciencias Económicas y Administrativas en el Programa de Economía, obteniendo el título de economista.
Asimismo, se especializó en el Instituto Peruano de Administración de Empresas (IPAE) en Gerencia Financiera y en los cursos de Contabilidad Gerencial en ESAN.

## Carrera profesional
Luis Gonzales se inició como empresario en la importación de vehículos usados a través de la empresa Zofri Traiding en la provincia de Ilo de la región Moquegua.
Fue fundador y gerente general de una de las primeras empresas de Televisión por Cable en la región Moquegua, cuya sede principal es la ciudad de Ilo y luego se establecieron sucursales en Camaná, Mollendo, Moquegua, Toquepala y Cuajone. Creó además, la empresa televisora TELESUR E.I.R.L., brindando el servicio de televisión abierta-aérea en Ilo y Moquegua.
Asimismo, fue presidente de la "Asociación Peruana de Televisión Cable", agrupación que unía a las empresas prestadoras del servicio de Televisión por Cable en todo el Perú. Luis Gonzales fue reconocido en el año 2001 como empresario del año en el género empresarial de Telecomunicaciones.

## Carrera política

### Congresista de la República
Luis Gonzales incursionó en la actividad política en las elecciones parlamentarias del año 2000 como candidato al Congreso de la República por Solidaridad Nacional, partido político de Luis Castañeda Lossio. Sin embargo, Gonzales obtuvo solamente 5,163 votos sin resultar electo.
Al año siguiente en 2001, Luis Gonzales postuló por segunda vez al Congreso por el partido político Unión por el Perú en calidad de independiente y finalmente resultó elegido como congresista de la república por la región Moquegua, obteniendo 11,962 votos, y fue juramentado para el periodo parlamentario 2001-2006.
Como congresista presidió la Comisión Especial de estudio de las libertad de prensa e información. Asimismo fue integrante de las comisiones de Defensa al Consumidor, Industria, Comercio, Turismo y PYME; Transportes, Comunicaciones, Vivienda y Construcción. Fue uno de los impulsores de la creación de la Universidad Nacional de Moquegua y formó parte de la bancada de Unión Parlamentaria Descentralista, conformada por los congresistas de UPP, Somos Perú, Acción Popular e independientes.
Al culminar su gestión congresal, Luis Gonzales fundó el movimiento regional Somos Independientes en el año 2005 y al año siguiente en 2006 formó alianza con Lourdes Flores, candidata presidencial de Unidad Nacional, y Gonzales postuló a la reelección en los comicios parlamentarios, la cual no tuvo éxito.
En 2010 formó alianza con Perú Posible, partido político del expresidente Alejandro Toledo, y postuló nuevamente al Congreso de la República donde logró 6,311 votos de preferencia.

## Fallecimiento
El 24 de julio del 2013, Luis Gonzales Reinoso falleció a los 52 años en la provincia de Ilo en Moquegua. Tras su deceso, la Municipalidad Provincial de Ilo homenajeó su trayectoria y le entregó la Medalla Cívica de la Ciudad de Ilo.